# Cutleria (animal)
 (octobre 2018).
Genre
Espèce
Cutleria est un genre éteint de sphénacodontes basaux, connu dans le Permien inférieur (Sakmarien) du Colorado aux États-Unis. Il ne contient qu'une seule espèce connue, Cutleria wilmarthi.

## Description
Cutleria a été assigné aux Sphenacodontoidea par Lewis et Vaughn en 1965 sur la base de similitudes avec Haptodus baylei et H. longicaudata (maintenant attribués au genre Palaeohatteria).

## Étymologie
Le genre Cutleria doit son nom à la Cutler Formation (en), la zone rocheuse du Colorado où ont été découverts les ossements. Le nom spécifique, wilmarthi, a été donné en l'honneur du paléontologue V. R. Wilmarth.

## Publication originale
- (en) Lewis & Vaughn, 1965 : « Early Permian Vertebrates from the Cutler Formation of the Placerville Area Colorado ». Professional Paper 503-C, pp. 1-50 (texte intégral).